# Focke-Wulf Fw 58 Weihe
El Focke-Wulf Fw 58 Weihe fue un bimotor multifunción producido por la compañía Focke-Wulf Flugzeugbau AG , que fue utilizado principalmente como avión de entrenamiento y comunicaciones por la Luftwaffe. El objetivo principal era entrenar a los pilotos para el vuelo en polimotores, nocturno, y a artilleros y bombarderos-navegantes; sin embargo, durante la Segunda Guerra Mundial también se utilizaron en misiones de transporte ligero y enlace, evacuación de heridos, vuelos de reconocimiento meteorológico y de investigación. Fue adquirido en pequeños números por algunas fuerzas aéreas, así como fabricado bajo licencia.

## Historia

### Desarrollo
Creada clandestinamente en 1924, reorganizada tras la llegada del partido nacionalsocialista al poder y oficialmente desvelada en 1935, la Luftwaffe, había reconocido que no se disponía de aviones adecuados para entrenar a las tripulaciones de los futuros bimotores de bombardeo, teniendo que utilizar aviones como los Dornier Do 11 que al no ser completamente idóneos resultaron en numerosas bajas por accidentes causados en tareas de escuela, y en general, siendo impopulares entre los pilotos instructores. En agosto de 1933, las compañías Focke-Wulf Flugzeugbau y Arado Flugzeugwerke recibieron la licitación detallada que, requería un avión polivalente ligero, rápido y económico para entrenar bombarderos-navegantes, vuelo nocturno, operadores de radio y artilleros para los futuros aviones de combate Do 17, He 111 y Ju 88. También se especificó el diseño de ala alta, el uso del motor Argus As 10C con una potencia al despegue de 240 hp (176,5 kW), el uso de flaps de aterrizaje y tren de aterrizaje retráctil. A ambas compañías se les pidió que presentaran sus propuestas a finales de octubre de 1933.

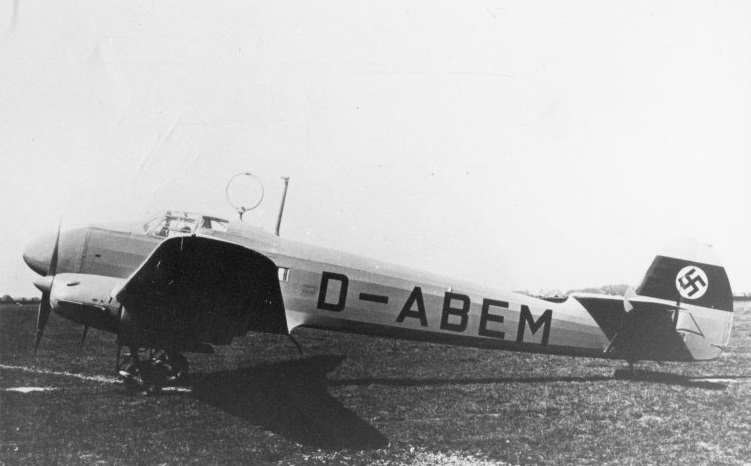
Fw 58 V1 D-ABEM

Bajo la dirección del director técnico del departamento de diseño Kurt Tank, los ingenieros aeronáuticos Paul Klages y Andreas von Faehlmann desarrollaron un avión cuya maqueta estuvo lista para la inspección en febrero de 1934. Kurt Tank, encargó al ingeniero Rudolf Blaser, que había llegado de la firma Albatros Flugzeugwerke, que desarrollara el diseño. Blaser aprovechó su experiencia en Albatros y diseñó un monoplano de ala baja con cuatro plazas, de construcción mixta, con tren de aterrizaje retráctil hidráulicamente y el típico conjunto de cola de Albatros, con el estabilizador horizontal montado delante de la aleta vertical para evitar el giro y el estabilizador del elevador apuntalado hacia el fuselaje. La Oficina Técnica del Reichsluftfahrtministerium - RLM estuvo de acuerdo con el diseño, aunque no se trataba de un avión de ala alta, y encargó a Focke-Wulf la construcción de tres prototipos. El Fw 58 V1 (D-ABEM, W.Nr. 451) voló por primera vez desde el Bremer Flughafen, (Bremen) el 18 de enero de 1935. Los dos prototipos del más pequeño Arado Ar 77 de la firma rival fueron rechazados. 

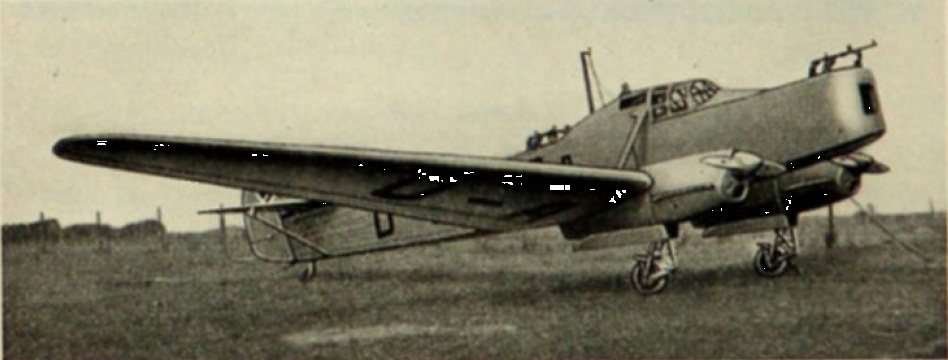
Focke-Wulf Fw 58A

Rápidamente se le unió el segundo prototipo que, a diferencia del primero, había sido construido con una configuración militar; una de las diferencias visuales  entre los dos aviones era la presencia de ametralladoras defensivas MG 15 una en el morro y otra en posición dorsal. La configuración del segundo prototipo, a veces denominado Fw 58A, en realidad no se correspondía con muchos de los aviones de producción en serie, ya que la producción se transfirió rápidamente al Fw 58B mejorado , que se correspondía más estrechamente con el diseño del cuarto prototipo. Este modelo tenía la capacidad de transportar bombas e incluso podía equiparse con flotadores de un único rediente; en esta última configuración, el avión se designaba como Fw 58W. Sin embargo, el modelo de producción definitivo fue el Fw 58C, que tenía el morro carenado y podía acomodar hasta seis pasajeros.

### Diseño
El Fw 58 era un monoplano bimotor, de ala baja y semi-cantilever de construcción mixta, con una unidad de cola estándar y tren de aterrizaje retráctil con rueda de cola, y que ofrecía espacio para cuatro miembros de tripulación. El fuselaje, de sección transversal rectangular, estaba constituido por una estructura de celosía realizada en su mayoría con tubos de acero al cromo-molibdeno sin templar soldados con una resistencia de al menos 60 kg/mm². Al marco tubular se atornillaron elementos de modelado en madera de pino y contrachapada. Todo el fuselaje estaba cubierto con lona impermeable.
El ala, de implantación baja y de estructura metálica y revestimiento textil a partir del larguero maestro. La sección central estaba apuntalada entre el punto más alto del montaje del motor y el fuselaje. En contraste, el plano de cola, que estaba posicionado delante de la aleta, estaba apuntalado desde abajo.Las alas interiores albergaban los tanques de combustible de aluminio de 170 l cada uno, que estaban situados detrás del larguero principal, entre las costillas 1 a 4.
El tren de aterrizaje principal estaba formado por dos puntales de resorte, el puntal principal y el brazo de control, formando una estructura triangular. La suspensión era de aire comprimido; las ruedas, se frenaban mediante aceite hidráulico y los frenos se accionaban mediante bombas de pie en la palanca de control lateral y los amortiguadores eran oleohidráulicos. La retracción del tren de aterrizaje también se realizaba de forma independiente en ambos lados mediante un sistema hidráulico de aceite, tardando en completarse entre 10 y 15 segundos. La rueda de cola era rígida y carecía de freno.
Estaba propulsado por dos motores lineales V8 invertido, refrigerado por aire y con ángulo de inclinación de 90°, Argus As 10C de 179 kW (240 hp) montados en cada sesquiplano, con los aterrizadores principales alojados en las góndolas motrices. El radiador de aceite con una válvula de alivio de presión estaba ubicado debajo de cada motor.Los motores estaban atornillados a sus soportes con pastillas intermedias de goma y asegurados mediante bandejas de recogida y pernos de ajuste adecuados contra hundimientos en caso de daños en las pastillas de goma. Las cubiertas del motor de chapa electrónica eran completamente desmontables; las superiores se fijaron directamente al motor y se separaron de las placas de asiento del ala interior por un espacio de 20 mm por razones de vibración. Los cortafuegos estaban compuestos por dos láminas de duraluminio con una capa intermedia de amianto. Los motores se podían arrancar manualmente mediante una manivela o neumáticamente utilizando aire comprimido desde el exterior.

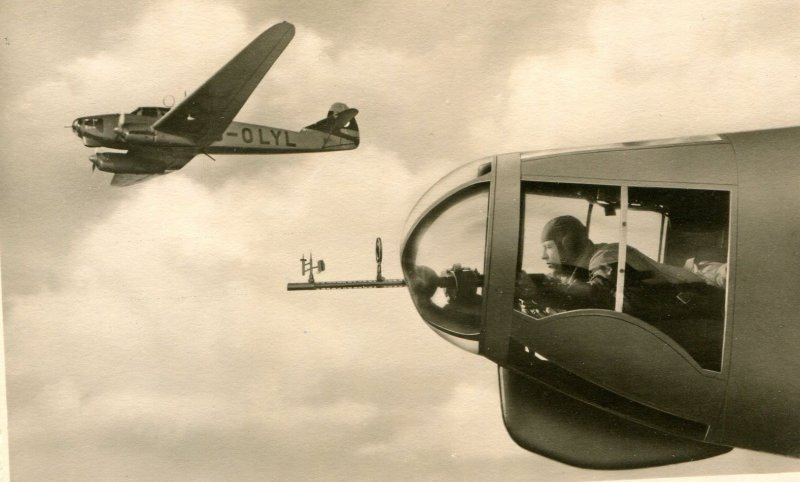
Focke-Wulf Fw 58B

El fuselaje estaba dividido en puesto A (proa), un pequeño acceso a la cabina de mando, sala de equipos de lanzamiento y tiro con el puesto B (dorsal). Todos estos habitáculos estaban conectados y eran accesibles. La tribuna B estaba revestida por una pared de lona hasta el final del fuselaje. En la parte dorsal abierta se instaló una ametralladora MG 15 cal. 7,92 mm móvil sobre un anillo giratorio provisto con 10 tambores de 75 cartuchos. Más tarde, en la serie siguiente, (Fw 58A) el arco de proa romo fue reemplazado por un arco semicircular con forma aerodinámica y con un soporte abovedado para una ametralladora. En la versión Fw 58B la proa del fuselaje era una construcción de carcasa metálica ligera con la parte delantera extendiéndose por los laterales completamente cubierta con planchas de plexiglás en donde podía instalarse una ametralladora. En el suelo de la proa del fuselaje se encontraban los equipos para el sistema de control de lanzamiento de bombas, altímetro, brújula, anemómetro, y una mira telescópica de bombardeo (Zeiss Lotfe), que era operada por el artillero de proa en posición tumbada. El instructor de entrenamiento de bombarderos también se acomodó acostado en la proa. El piso de proa del casco tenía una forma curva, que se adaptaba a la posición del alumno y del instructor. A continuación, detrás de la cabina de mando, se encontraba la bahía de bombas, que podía estar equipada con tres bombas de 50 kg o seis de 10 kg, siendo de cemento las utilizadas principalmente con fines de entrenamiento. A la derecha del asiento del piloto había uno plegable para el instructor o un alumno, dependiendo del uso previsto. En versiones posteriores para el entrenamiento de vuelo por instrumentos se instalaron controles duales, y un segundo asiento para el copiloto y se omitió el asiento plegable. 

## Especificaciones técnicas (Focke-Wulf Fw 58B-1)
Referencia datos: Enciclopedia Ilustrada de la Aviación Vol. 8. (1983) pág. 1838

### Características generales
- Tripulación: 4
- Longitud: 14,00 m
- Envergadura: 21,00 m
- Altura: 3,90 m
- Superficie alar: 47,00 m²
- Peso vacío: 2400 kg (equipado)
- Peso útil: 2930 kg
- Peso máximo al despegue: 3600 kg
- Planta motriz:  lineal invertido V8 Argus As 10c.
  - Potencia: 179 kW (240 HP; 243 CV) cada uno.
- Hélices: 2× Propellerwerk Heine bipala de madera, de paso fijo con giro a derecha por motor.
- Diámetro de la hélice: 2,50 m

### Rendimiento
- Velocidad nunca excedida (Vne): 270 km/h a 3000 m
- Velocidad crucero (Vc): 238 km/h a 3000 m
- Alcance: 800 km
- Techo de vuelo: 5600 m
- Régimen de ascenso: 4,7 m/s
- Carga alar: 76,59 kg/m²
- Potencia/peso: 6,63 kg/hp (9,02 kg/kW)

### Armamento
- Ametralladoras: 2× MG 15 cal. 7,92 mm

## Modelos

### Modelos V
- Fw 58 V1 (Wnr. 451), registro: D-ABEM

Bimotor de entrenamiento. Inspección de la maqueta el 27 de febrero de 1934 por el Deutsche Versuchsanstalt für Luftfart - (Instituto Alemán de Investigación para la Aviación) DVL. Primer vuelo el 18 de enero de 1935 en Bremen. Conversión en avión de turismo, probablemente para el RLM, primer vuelo después de la conversión el 25 de marzo de 1935, luego enviado al Erprobungsstelle Rechlin (Centro de pruebas Rechlin) conocido como E-Stelle hasta finales de diciembre de 1935.
- Fw 58 V2 (Wnr. 452), registro: D-ABIV

Bimotor de entrenamiento de tripulaciones de bombarderos con equipo militar. Primer vuelo el 12 de junio de 1935, el 25 de mayo de 1936 instalación de un soporte elástico del motor. Transferido al E-Stelle, evaluado y operado allí desde el 18 de agosto de 1935 hasta finales de abril de 1936.
- Fw 58 V3 (Wnr. 452), registro: D-ABUO

Avión de entrenamiento para navegantes- bombardero. Primer vuelo en noviembre de 1935. Enviado a la exhibición aérea de Estocolmo el 4 de mayo de 1936. Desde principios de octubre de 1935 hasta finales de mayo de 1936 en el E-Stelle. A partir del 24 de abril de 1936, se le instalan nuevos alerones y una unidad de cola revisada. Transferido al DVL en diciembre de 1936.

### Versiones y variantes
- Fw 58A

La serie comprendía un total de quince aviones, que se utilizaron para fines militares; salvo el Fw 58A-0 con matrícula civil D-ALEX que fue el avión de gira de Kurt Tank. Las características de los restantes catorce aviones de la serie Fw 58A-1 eran, un arco de proa con forma aerodinámica y con un soporte abovedado abierto para una ametralladora MG 15 montada en un anillo giratorio y el fuselaje casi completamente cubierto de tela.
- Fw 58B

La serie B fue rediseñada aerodinámicamente y se convirtió en el avión multifunción estándar de la Luftwaffe. El primer avión prototipo fue el Fw 58 V4, que realizó su primer vuelo a mediados de 1936. Las características distintivas más importantes del Fw 58A eran el morro del fuselaje acristalado provisto de una MG 15. Además, el resto de la proa del fuselaje estaba cubierta con láminas de metal ligero hasta la parte trasera de la cabina del piloto, y sólo tenían un asiento de piloto para dejar espacio para el artillero en posición tumbada en la proa.
La serie piloto del Fw 58B comprendía seis aviones Fw 58B-0, que se completaron en Bremen a finales de 1936. Como la capacidad de producción de la factoría Focke-Wulf en Bremen no era suficiente para producir ni siquiera una cantidad cercana a la de aviones pedidos por la Luftwaffe, en 1937 se encargó a otras fábricas de aviones la producción bajo licencia de los Fw 58B-1 y B-2.
Así, entre 1937 y 1938 se construyeron un total de 641 aviones Fw 58B, por las compañías Hamburger Flugzeugbau, Gerhard Fieseler Werke, Gothaer Waggonfabrik y Mühlenbau u. Industrie A.G. -  MIAG. 
Versiones
- Fw 58B-1

Versión de serie para la Luftwaffe, empleado en misiones de entrenamiento,comunicaciones y evacuación de bajas. Focke-Wulf construyó 50 ejemplares
- Fw 58B-2

Versión de morro acristalado provisto de una ametralladora MG 15 cal. 7,92 mm para entrenamiento de artilleros. Estos aviones podían equiparse con dos tanques adicionales de 55 l para aumentar su alcance. 25 ejemplares fueron construidos bajo licencia por la Fábrica do Galeão en Río de Janeiro, Brasil. 
Para entrenar a las tripulaciones para operaciones de rescate marítimo, en 1938, dos Fw 58B-2 fueron equipados por Blohm & Voss en Hamburgo con dos flotadores de aleación ligera de un único rediente; esto, aumentó el peso en despegue a 3550 kg.
- Fw 58C

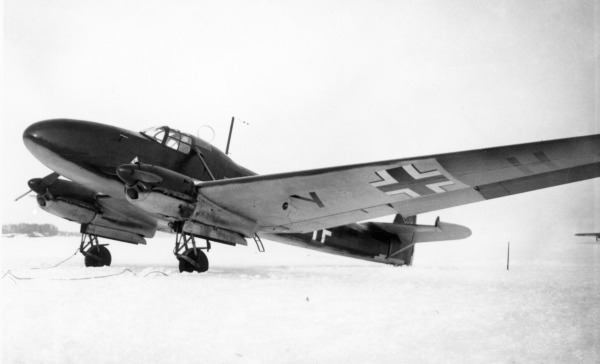
Fw 58C

Los aviones de las series C-0, C-1 y C-2 no tenían la proa acristalada ni soportes para ametralladoras. Disponían de una cabina de pasaje de seis plazas. La tripulación estaba formada por un piloto y un operador de radio, estando equipado con controles duales y equipos de radio y radiogoniometría, así como equipos para aterrizajes en todo tiempo. El equipo de radio de la serie C estaba compuesto por el receptor de radio Funkgerät 3 (FuG 3/a), el radiogoniómetro Telefunken Peilgerät (PeilG) 5 , así como el dispositivo de aterrizaje por radiobaliza VHF/UHF Funk-Landegerät (FuBL 1).
Se construyeron seis unidades de la serie C-0 a partir de mediados de 1936. La designación Fw 58C-1 correspondía a la serie piloto; periodo de construcción: primavera de 1937. la fábrica Focke-Wulf construyó un total de 34 aviones. La serie C-3 recibió los tanques adicionales mencionados anteriormente, pero por lo demás era completamente idéntica a las series C-1 y C-2. A partir de mediados de 1937 se fabricaron 81 aviones por Focke-Wulf, 120 de G. Fieseler, 155 de Gothaer Waggonfabrik y 157 en MIAG.
- Fw 58D

La serie Fw 58D-1 comprendía cuatro aviones de turismo construidos en 1939 por Focke-Wulf Bremen para la empresa fabricante de equipos ópticos Zeiss.
- Fw 58E

En 1939, Focke-Wulf recibió la orden de convertir varios Fw 58B-2 en aviones meteorológicos para la Luftwaffe. El primer avión, denominado Fw 58E-1, fue convertido por la compañía Weser-Flugzeugbau (Weserflug GmbH). A finales de 1939 se construyó una serie de doce aviones con tren de aterrizaje de esquíes, que entonces se denominaron Fw 58E-2. Para las pruebas se les proporcionó el más potente motor V8 Argus As 401A de 275 hp (202 kW) y hélices bipalas metálicas de paso variable Argus VLS.
La designación Fw 58E-3 fue dada a dos aviones multipropósito con equipamiento especial, uno de los cuales fue construido por Focke-Wulf y el otro por MIAG.
- Fw 58F

La serie Fw 58F de doce ejemplares consistió en adaptaciones especiales de transporte del Fw 58C-2 para uso de empresas o particulares pero principalmente para el RLM y uso de oficiales de alto rango de la Wehrmacht y Luftwaffe. Estos aviones estaban desarmados a excepción del Fw 58F-5X.
el F-1 fue utilizado como transporte de personal por el RLM, el F-3 por la firma Krupp .
Los aviones de la serie F-4 (3 unidades) y F-6 (1 unidad) recibieron depósitos de combustible más grandes con un volumen total de 605 l, lo que aumentó el alcance a 1170 km y el tiempo de vuelo a 5 horas.
El Fw 58F-6 fue el avión personal del agregado militar alemán en Madrid, España. El Fw 58F-5 lo fue del general de infantería Friedrich Wilhelm Koch, quien comandó el XXXXIV Cuerpo de Ejército desde 1940.
El Fw 58F-7 el del General der Flieger y Wehrmachtbefehlshaber (Comandante Militar en Jefe) de los Países Bajos, Friedrich Christiansen.
- Fw 58G

La serie G, de la que se construyeron 23 aviones, eran aviones sanitarios. Tenían espacio para dos camillas y contaban con WC además de equipo médico de emergencia.
- Fw 58H

El Fw 58 V18 fue designado Fw 58H y fue equipado experimentalmente con un tren de aterrizaje triciclo en 1938, pero esto no tuvo éxito.
A mediados de 1939 se instalaron en el avión dos motores V8 de bajo consumo Hirth HM 508H, (potencia de arranque 240 hp (180 kW)).
Dos aviones más con motores Hirth fueron vendidos a Hungría y transferidos allí por el jefe de pilotos de prueba de Focke-Wulf Hans Sander en diciembre de 1939.

### Modelos civiles y de exportación (Fw 58K)
La denominación de la serie K incluía los aviones destinados a la exportación y civiles de carga y pasajeros. El Focke-Wulf Fw 58 fue uno de los aviones alemanes más exportados. Según reflejan documentos del Intendente General del Oberkommando der Luftwaffe - OKL, del 25 de enero de 1945, hasta esa fecha se habían exportado 319 aviones. Los Fw 58 fueron entregados a Argentina, Austria, Brasil, Bulgaria, Rumanía, Suecia, Eslovaquia, Finlandia, Turquía, Croacia, Hungría, e incluso, un ejemplar a la Unión Soviética en 1940.
Sus primeros clientes fueron Bulgaria (2), Rumanía (12) y Turquía (6), que recibieron sus aviones en 1937. Los últimos exportados fueron 20 Fw 58B-2 a Hungría en enero de 1945, que debían ser utilizados allí como aviones de ataque nocturno. Bulgaria y Rumanía recibirán años después seis y quince aviones más, respectivamente. Otros compradores del Weihe fueron Argentina (3), Austria (9), Países Bajos (5), Eslovaquia y Suecia (4).
· Tras negociaciones entre Turquía y Alemania, se obtuvo un préstamo para la adquisición de aeronaves para la Türk Hava Kuvvetleri (Fuerza Aérea turca), adquiriendo entre otros, seis Fw 58K-10 (FW 58B). Los aviones se recibieron en 1937 y se desplegaron en la Hava Okulu´na (Escuela de Vuelo) para el entrenamiento de navegantes y bombarderos. En 1943, fueron transferidos a los Regimientos 3.º y 5.º como aviones de enlace, donde fueron dados de baja en 1945.

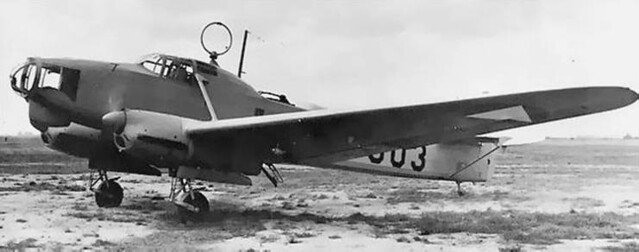
Fw 58B-1 de las Österreichischen Luftstreitkräfte

· Austria, adquirió para su fuerza aérea, las Österreichischen Luftstreitkräfte en 1937 seis ejemplares de la versión Fw 58KE (Fw 58B-1). En un principio fueron empleados como entrenadores; sin embargo, a raíz de los acontecimientos y tensiones con el III Reich fueron asignados al Bombergeschwader del Flierregiment 2. Con la anexión de Austria en 1938, los aparatos fueron encuadrados en la Luftwaffe.
· En 1938 fueron recibidos por la Aviación del Ejército Argentino tres unidades de la versión Fw 58B-2 que fueron destinados al BAM en la Base de El Palomar.
· En abril de 1938, Deutsche Luft Hansa (DHL) compró cuatro aviones equipados para trabajos de fotografía aérea y cartografía KJ-1 (Fw 58C-1) (W.-No. 2697–2700) para su filial Hansa Luftbild. Estos aviones fueron entregados al Sonderbildabteilung (Departamento de Imágenes Especiales) (SOBIA) del RLM al comienzo de la guerra. 

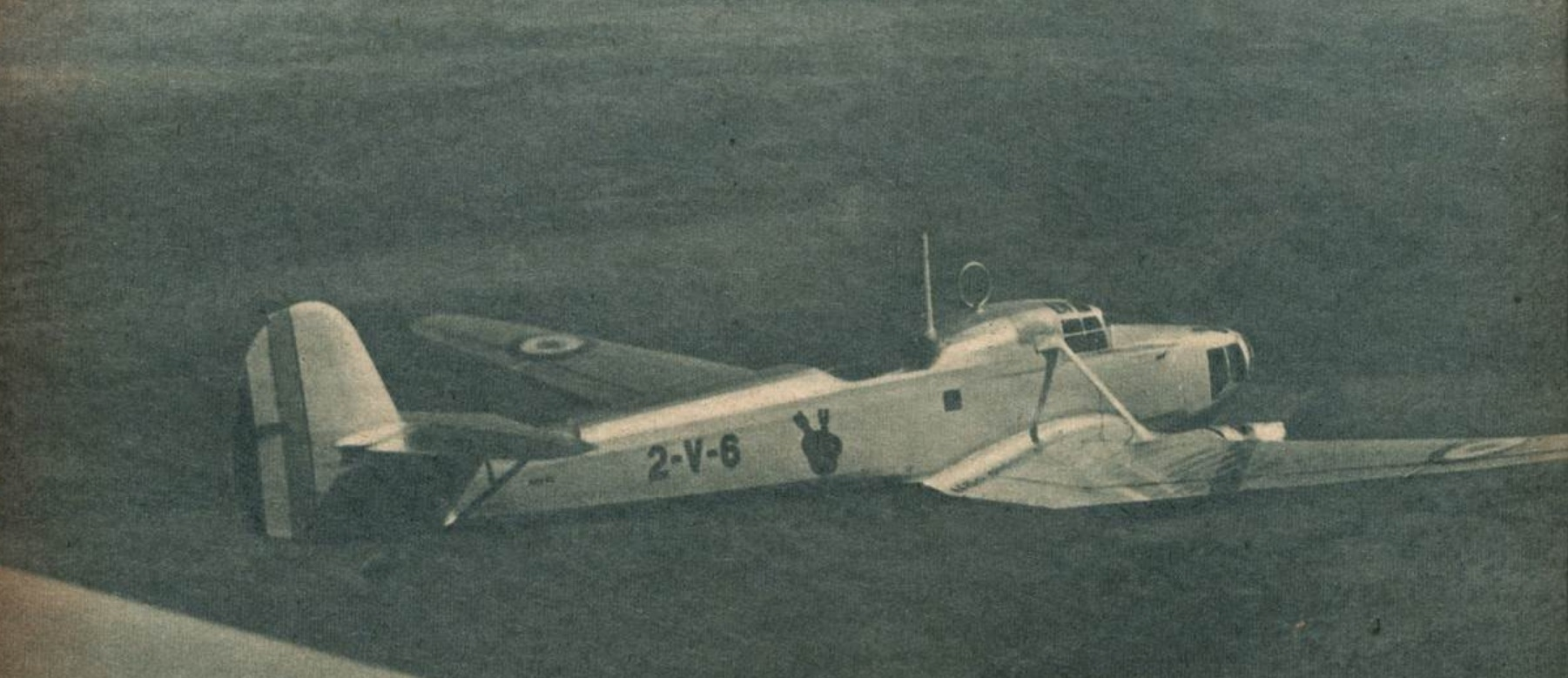
Fw 58B-2 de la Marinha do Brasil, 1941

Entre mayo y julio de 1939, DLH recibió cuatro aviones de ocho plazas Kl-1 (W.-Nr. 3100-3104), dos de los cuales fueron transferidos a la filial brasileña Syndicato Condor como PP-CBM (3102) y PP-CBN (3103). Estos tres últimos aviones estaban equipados con motores Hirth HM 508D de 276 hp. A raíz de la ruptura de relaciones diplomáticas entre Brasil y el III Reich en enero de 1942, los aviones fueron confiscados y entregados a la Marinha do Brasil el 18 de noviembre de 1942 y utilizados como aviones de entrenamiento junto a los que ya poseía.
· La Magyar Királyi Honvéd Légierő (Real Fuerza Aérea del Ejército Húngaro) adquirió en 1937 diez unidades del Fw 58K-6 (Fw 58B-1) que fueron registrados con matrículas civiles (HA-XBA a HA-XBJ) debido a las limitaciones establecidas a su ejército por el Tratado de Trianon . En Hungría la versión comercial del tipo, fue presentada al público en la Feria Internacional de Budapest en 1938. En 1939 la aerolínea Magyar Légiforgalmi R.T - Malert adquirió tres Fw 58Kl-2 que fueron registrados HA-FOA, FOB y FOD. 
A partir de la regularización de la fuerza aérea se recibieron los primeros aviones Focke-Wulf, adquiridos utilizando una línea de crédito alemana. Estas compras se realizaron en dos etapas, a cargo de los planes Huba I y Huba II (10 unidades en cada uno). Los alemanes entregaron hasta 1944 49 entrenadores de bombarderos Fw 58B y 70 Fw 58C.
Se dio alta prioridad a la satisfacción de las necesidades de entrenamiento y transporte de la Real Fuerza Aérea Húngara, por lo que se ha documentado la construcción de al menos 56 unidades completas del tipo en Hungría, y un número cercano a 205 de aviones semiacabados, aunque, el número exacto todavía es objeto de controversia debido a la falta de documentos concluyentes. La producción tuvo lugar en la factoría Magyar Waggon- és Gépyárb - MWG en Győr a partir de julio de 1941 hasta 1944. Sin embargo, según otras fuentes, ya fueran construidos o ensamblados a partir de piezas importadas,
probablemente se produjeron alrededor de 107 aviones por MWG hasta el final de la guerra. Además, según datos recientes, la producción de MWG incluyó no solo los Fw 58Ka-7, Ka-8 y C, sino el montaje del más especializado Fw 58G.
· Se entregaron cuatro Fw 58C-2 (K-5) a Suecia, con la restricción de que se utilizarían exclusivamente para servicios cartográficos. Dos de ellos provistos de cámaras Zeiss Riehenbildner RB 20/30 se entregaron en 1938 y 1940, respectivamente al Rikets Allmänna Kartverk RAK , (en español: Agencia Nacional de Cartografía) y recibieron las matrículas civiles SE-KAA y SE-KAB. Dado que eran operados por la Fuerza Aérea sueca, también llevaban el distintivo nacional: las tres coronas. Recibieron la designación P 6 , pero no números individuales.En noviembre de 1943 y enero de 1944 se entregaron a otros dos Fw 58K-5, de conformidad con la Orden del Estado Mayor General de la Luftwaffe n.º 4798/43g, como pago por los vitales rodamientos de rodadura esférica entregados por la firma Svenska Kullagerfabriken - SKF.
· La Real Fuerza Aérea búlgara obtuvo dos ejemplares de entrenador armado (Fw 58B-1) en 1937, y seis aviones de transporte y comunicaciones Fw 58C en 1939.
· Cinco Fw 58B-2 fueron puestos en servicio en los Países Bajos por el Luchtvaartafdeeling der Koninklijke Landmacht - LvA (Departamento de aviación del Ejército Real). Tres fueron entregados en mayo de 1939, y otros dos en febrero de 1940. Estuvieron basados en diferentes aeródromos como resultado de la movilización general en los Países Bajos. Probablemente nunca se les instaló ningún armamento y se utilizaron para todo tipo de tareas además del entrenamiento; todos resultaron destruidos  durante el ataque alemán en mayo de 1940.
· En junio de 1939 el ingeniero químico, empresario y político danés Gunnar Larsen adquirió un Focke-Wulf Fw 58Kl-2 que fue registrado OY-DYS. Fue arrendado y operado por la aerolínea Det Danske Luftfartselskab A/S - DDL desde el 28 de noviembre al 5 de diciembre de 1939; posteriormente fue vendido a los alemanes en noviembre de 1940.
· La falta de aviones para el entrenamiento de las tripulaciones de bombarderos en las Slovenské vzdušné zbrane - SVZ hicieron que el VVZ (Veliteľstvo Vzdušných Zbraní - Comando de Armas Aéreas) aceptara la oferta de la DLM (Deutsche Luftwaffemision - Misión Aérea Alemana) para la entrega de 10 Fw 58C-2. Los aviones fueron entregados y recogidos durante julio de 1943. Para establecer su propia aerolínea,Slowenská Letecká Společnos, DLH vendió dos de sus últimos Fw 58K-1 redesignados Kl-9 al Estado Eslovaco durante la primera mitad de 1942. DLH comenzó a operar estos aviones en nombre de SLS, ya que probablemente no contaba con personal adecuado disponible en Eslovaquia en ese momento. Los aviones recibieron los registros OK-TRE (3100) y OK-HLM (3101) en julio de 1942.En 1944, ambos aparatos, debido al cese de la actividad de vuelo civil en Eslovaquia por la amenaza de los cazas aliados fueron encuadrados en su fuerza aérea. Solo un aparato que desertó a las líneas soviéticas en octubre de 1944 sobrevivió al conflicto; el avión fue repintado en principio con marcas soviéticas, y asignado a la 1.ª Fuerza Aérea Checoslovaca como D-58, donde se utilizó para vuelos de enlace y mensajería.
· A finales de 1943, el Erillinen pataljoona 4 (Batallón Separado 4), del ejército finlandés, una unidad de operaciones especiales, recibió de los alemanes un Fw 58B, con marcas alemanas NH+OI, siendo recogido en Alemania por el piloto finés Martti Paasonen. Fue utilizado como avión de enlace del comandante del batallón, estacionado en Mikkeli y Siilinjärvi con las marcas FH-1. En el invierno de 1943-1944 la Valtion lentokonetehdas (Fábrica Estatal de Aeronaves) le instaló un tren de aterrizaje de esquís. Soldados rusos destruyeron el avión en Malmi, probablemente durante el invierno de 1944-1945.